# 桑一慶
桑一慶（1990年12月1日—）為臺灣籃球教練、前運動員。桑一慶畢業於北投國小、新民國中、松山高中，高三時率領松山高中奪得隊史第一座高中籃球聯賽冠軍，個人收下MVP獎項，之後進入國立臺灣師範大學就讀運動競技系，大一時隨隊奪下大專籃球聯賽冠軍，2010年5月經松山高中教練黃萬隆介紹下到臺灣銀行當練習生，後在母親節時右手掌肌腱被盤子的碎片割斷，接受手術後經過了三個月復健，同年9月升上大二之際在超級籃球聯賽新人選秀會第一輪第一順位獲得臺灣銀行青睞，成為選秀狀元。最終桑一慶總計在超級籃球聯賽只有出賽八場，2015年在夏季聯賽拉傷側韌帶後褪下球衣轉任球團翻譯與助理教練。2017年轉往臺灣銀行教練團。2018年5月與英國籍妻子在新北市八里左岸的水岸四季景觀餐廳舉辦婚宴。

## 外部連結
- 桑一慶在fiba.basketball（英语）
- 桑一慶在Eurobasket.com（球員）（英语）
- 桑一慶在Eurobasket.com（教練）（英语）